# Киселев (Волгоградская область)
Ки́селев — хутор в Суровикинском районе Волгоградской области России.
Входит в состав Лобакинского сельского поселения.

## География
Протекает р. Добрая.

### Улицы
| - ул. Дальняя - ул. Колхозная - ул. Речная - ул. Центральная - ул. Широкая | - пер. Горный - пер. Центральный |

## История
При создании в 1935 году Кагановичского района в него входил Лобакинский сельский совет в составе которого находился хутор Киселевский. В 1936 году в Лобакинский сельсовет входили хутора Киселевский, Лобакинский и Рожковский. Решением облисполкома от 03 марта 1948 года № 12/490 при разукрупнении Лобакинского сельсовета был образован Киселевский сельсовет, в который вошли населенные пункты — хутор Киселев и хутор Рожки.
На хуторе имеется братская могила № 34-665 советских воинов, погибших в дни Сталинградской битвы на территории хутора Киселев.

## Население
| 2010 |
| ---- |
| 258  |

Население хутора в 2002 году составляло 340 человек.

## Инфраструктура
- На хуторе существовала МОУ Киселевская начальная образовательная школа, закрытая в 2010 году и присоединённая к Лобакинской СОШ.
- Имеется фельдшерско-акушерский пункт.